# Glossamia aprion
Glossamia aprion és una espècie de peix pertanyent a la família dels apogònids.

## Descripció
- Pot arribar a fer 18 cm de llargària màxima (normalment, en fa 12).
- 7 espines i 9-11 radis tous a l'aleta dorsal i 2 espines i 8-10 radis tous a l'anal.[3][4]

## Reproducció
Els mascles coven els ous dins de llurs boques.

## Alimentació
Menja peixets, crustacis i insectes terrestres i aquàtics.

## Depredadors
A Austràlia és depredat per Lates calcarifer i Acrochordus arafurae.

## Hàbitat
És un peix d'aigua dolça, bentopelàgic i de clima tropical (23 °C-25 °C; 3°S-19°S), el qual viu en rius, rierols, llacs i llacunes.

## Distribució geogràfica
Es troba a Nova Guinea i Austràlia.

## Observacions
És inofensiu per als humans, solitari i de costums nocturns.